# Noua viață a lui Kronk
Noua viață a lui Kronk (sau cum mai este numit Împăratul Vrăjit 2) este un film american de animație din anul 2005, distribuit și produs de  Walt Disney Pictures pe 13 decembrie 2005. Filmul este continuarea cunoscutului block-busster de la Disney, Împăratul Vrăjit, readucând în atenția publicului vocile care au consacrat pelicula, printre care David Spade, John Goodman, Eartha Kitt, Patrick Warburton și Wendie Malick din primul film, iar dintre vocile noilor personaje îi amintim pe:  John Mahoney și Tracey Ullman.  Filmul este disponibil dublat în limba română prin intermediul platformei operaționale online HBO GO.

## Acțiunea
Kronk pune la cale o schemă de îmbogățire rapidă ca să-și impresioneze tatăl. Dar când lucrurile o iau razna, descoperă că adevăratele bogății sunt prietenii și autenticitatea.
Personajele din filmul Disney "The Emperor's New Groove" revin în această producție în care Kronk, devenit de curând proprietarul unui restaurant, încearcă să-și pună localul pe picioare înainte de sosirea tatălui său. Treaba nu merge foarte bine, așa că Kronk și partenera sa Yzma pun la cale o schemă care să lase impresia că restaurantul are succes. Când planul - și brânza - le explodează în față, Kronk și tovarășii săi se chinuie să se repună pe picioare, iar prietenii îl ajută să înțeleagă faptul că adevărata fericire se obține doar fiind autentic și corect cu sine însuși, indiferent de ce dificultăți i se pun în cale.

## Distribuție
- Patrick Warburton  - Kronk Pepikrankenitz
- Tracey Ullman – Domnișoara Birdwell
- Eartha Kitt - Yzma
- David Spade - Kuzco
- John Goodman - Pacha
- Wendie Malick - Chicha
- John Mahoney - Papi
- John Fiedler -Rudy
- Bob Bergen - Bucky
- Eli Russell Linnetz - Tipo
- Patti Deutsch – Cârciumăreasa
- Jessie Flower - Chaca
- Anthony Ghannam - Huayna
- April Winchell - Hildy / Marge / Tina

„Inima ți-ai ascultat” și (repriză) interpretat de: Anda Adam

## Linkuri externe
- Site web oficial
- Noua viață a lui Kronk pe site-ul The Big Cartoon DataBase
- Noua viață a lui Kronk la Internet Movie Database